# Kazár
Kazár é um município da Hungria, situado no condado de Nógrád. Tem 30,39 km² de área e sua população em 2015 foi estimada em 1.839 habitantes.